# Serralada de Vilcanota
La serralada de Vilcanota (en castellà: Cordillera de Vilcanota; en aimara Willkan Uta o Willkanuta : "casa del sol") és una serralada situada al Perú al sud-est de Cusco, al límit entre les regions de Cusco i Puno. Fa uns 80 km de llargada i inclou 469 glaceres que ocupen una superfície de 418,43 km². Els rius San Gabán i Azángaro són el límit natural que la separa de la serralada Carabaya.

## Cims principals
La muntanya més alta de la serralada és l'Ausangate, que també és la quarta muntanya més alta del Perú. Altres cims destacats són:
- Callangate, 6,110 metres (20,046 ft)
- Chumpe, 6,106 metres (20,033 ft)
- Alcamarinayoc, 6,102 metres (20,020 ft)
- Jatunhuma, 6,093 metres (19,990 ft)
- Yayamari, 6,049 metres (19,846 ft)
- Huiscachani, 6,000 metres (19,685 ft)
- Huila Aje, 5,900 metres (19,357 ft)
- Japu Punta 5,850 metres (19,193 ft)
- Jatunñaño Punta 5,812 metres (19,068 ft)
- Condoriquiña, 5,780 metres (18,963 ft)
- Joyllor Puñuna, 5,743 metres (18,842 ft)
- Kiru (o Sallqantay), 5,720 metres (18,766 ft)
- Awsanqati, 5,714 metres (18,747 ft)
- Quishuarnioj, 5,700 metres (18,701 ft)
- Quevesere, 5,700 metres (18,701 ft)
- Kisu Q'ipina, 5,650 metres (18,537 ft)
- San Braulio, 5,650 metres (18,537 ft)
- Iskupitani, 5,600 metres (18,373 ft)
- Puca Punta, 5,600 metres (18,373 ft)
- Hualipayoc, 5,600 metres (18,373 ft)
- Jonorana, 5,553 metres (18,219 ft)
- Cóndor Tuco, 5,550 metres (18,209 ft)
- Huayruro Punco, 5,550 metres (18,209 ft)
- Jolljepunco, 5,522 metres (18,117 ft)
- Pomanota, 5,516 metres (18,097 ft)
- Japu Japu, 5,500 metres (18,045 ft)
- Millo, 5,500 metres (18,045 ft)
- Uriyuq, 5,500 metres (18,045 ft)
- Osjollo Anante, 5,500 metres (18,045 ft)
- Yanajaja, 5,500 metres (18,045 ft)
- Cinajara, 5,471 metres (17,949 ft)
- Ayakachi, 5,470 metres (17,946 ft)
- Pantipata, 5,450 metres (17,881 ft)
- Quinsachata, 5,442 metres (17,854 ft)
- Quyllur Rit'i, 5,402 metres (17,723 ft)
- Apu K'uchu, 5,400 metres (17,717 ft)
- Santa Catalina, 5,400 metres (17,717 ft)
- Jatun Quenamari 5,400 metres (17,717 ft)
- Jatuncucho 5,400 metres (17,717 ft)
- Istalla, 5,400 metres (17,717 ft)
- Jarupata, 5,400 metres (17,717 ft)
- Cuncapata 5,400 metres (17,717 ft)
- Cuncunani 5,400 metres (17,717 ft)
- Mullucocha, 5,400 metres (17,717 ft)
- Pucasalla, 5,400 metres (17,717 ft)
- Pajo, 5,400 metres (17,717 ft)
- Ccolcce, 5,400 metres (17,717 ft)
- Comercocha, 5,400 metres (17,717 ft)
- Sacsa Ananta, 5,400 metres (17,717 ft)
- Huasacocha, 5,400 metres (17,717 ft)
- Jatun Alfapata, 5,390 metres (17,684 ft)
- Qillita, 5,386 metres (17,671 ft)
- Waykintani, 5,350 metres (17,552 ft)
- Jachatira, 5,320 metres (17,454 ft)
- Pucacocha, 5,320 metres (17,454 ft)
- Otoroncane, 5,305 metres (17,405 ft)
- Ananta 5,300 metres (17,388 ft)
- Chaupimaquito, 5,300 metres (17,388 ft)
- Chuallani, 5,300 metres (17,388 ft)
- Uchuy Milla, 5,300 metres (17,388 ft)
- Jampatune, 5,300 metres (17,388 ft)
- Aquichua, 5,300 metres (17,388 ft)
- Cunorana, 5,300 metres (17,388 ft)
- Quellhuacota, 5,300 metres (17,388 ft)
- Cochacucho, 5,300 metres (17,388 ft)
- Quehuesiri, 5,300 metres (17,388 ft)
- Sanimayo, 5,300 metres (17,388 ft)
- Sullulluni, 5,300 metres (17,388 ft)
- Surapata, 5,300 metres (17,388 ft)
- Suyuparina, 5,300 metres (17,388 ft)
- Unollocsina, 5,300 metres (17,388 ft)
- Huisahuisa, 5,300 metres (17,388 ft)
- Jupucunca, 5,295 metres (17,372 ft)
- Tocllayoc, 5,291 metres (17,359 ft)
- Culi, 5,290 metres (17,356 ft)
- Minasnioc, 5,248 metres (17,218 ft)
- Huampuni, 5,248 metres (17,218 ft)
- Ananta, 5,200 metres (17,060 ft)
- Chullumpina, 5,200 metres (17,060 ft)
- Hatun Punta, 5,200 metres (17,060 ft)
- Jatun Sallica, 5,200 metres (17,060 ft)
- Inkaqucha, 5,200 metres (17,060 ft)
- Kimsa Chata, 5,200 metres (17,060 ft)
- Kuntur Sayani, 5,200 metres (17,060 ft)
- Llusca Ritti (in Corani), 5,200 metres (17,060 ft)
- Llusca Ritti, 5,200 metres (17,060 ft)
- Macho Ritti, 5,200 metres (17,060 ft)
- Pariyuq, 5,200 metres (17,060 ft)
- Pata Q'ispi Kancha, 5,200 metres (17,060 ft)
- Pichacani, 5,200 metres (17,060 ft)
- Jori Pintay, 5,200 metres (17,060 ft)
- Conatira, 5,200 metres (17,060 ft)
- Catautira, 5,200 metres (17,060 ft)
- Runcu Tauja, 5,200 metres (17,060 ft)
- Sallatira, 5,200 metres (17,060 ft)
- Sambo, 5,200 metres (17,060 ft)
- Sayrecucho, 5,200 metres (17,060 ft)
- Surimani, 5,200 metres (17,060 ft)
- Taruca Sayana, 5,200 metres (17,060 ft)
- Tutallipina, 5,200 metres (17,060 ft)
- Orco Puñuna, 5,200 metres (17,060 ft)
- Othaña, 5,200 metres (17,060 ft)
- Waman Lipani, 5,200 metres (17,060 ft)
- Huamanripayco, 5,200 metres (17,060 ft)
- Huanacune, 5,200 metres (17,060 ft)
- Huancane Apacheta, 5,200 metres (17,060 ft)
- Huarisayana, 5,200 metres (17,060 ft)
- Viluyo, 5,200 metres (17,060 ft)
- Hueco, 5,200 metres (17,060 ft)
- Yanajasa, 5,200 metres (17,060 ft)
- Culipata, 5,172 metres (16,969 ft)
- Pucajasa, 5,165 metres (16,946 ft)
- Cóndor Sallani, 5,102 metres (16,739 ft)
- Ananta Cucho, 5,100 metres (16,732 ft)
- Ancahuachana, 5,100 metres (16,732 ft)
- Ancahuachanan, 5,100 metres (16,732 ft)
- Chachacumani, 5,100 metres (16,732 ft)
- Chachacomayoc, 5,100 metres (16,732 ft)
- Jarjapata, 5,100 metres (16,732 ft)
- Mamanlipani, 5,100 metres (16,732 ft)
- Piyacuyani, 5,100 metres (16,732 ft)
- Quello Cunca, 5,100 metres (16,732 ft)
- Riticocha, 5,100 metres (16,732 ft)
- Sallaqucha, 5,100 metres (16,732 ft)
- Huilacunca, 5,100 metres (16,732 ft)
- Velacota, 5,100 metres (16,732 ft)
- Huillopuncho, 5,100 metres (16,732 ft)
- Yana Orjo, 5,100 metres (16,732 ft)
- Intijahuana, 5,099 metres (16,729 ft)
- Alcamarina, 5,085 metres (16,683 ft)
- Viscachani, 5,065 metres (16,617 ft)
- Sumpiruni, 5,063 metres (16,611 ft)
- Comercocha, 5,060 metres (16,601 ft)
- Quenamari, 5,054 metres (16,581 ft)
- Piscopata, 5,037 metres (16,526 ft)
- Sillajata, 5,037 metres (16,526 ft)
- Yanacocha, 5,025 metres (16,486 ft)
- Chiajarjapata, 5,014 metres (16,450 ft)
- Anta Punco, 5,000 metres (16,404 ft)
- Chachacumani, 5,000 metres (16,404 ft)
- Chojorusi, 5,000 metres (16,404 ft)
- Jatunrritioc, 5,000 metres (16,404 ft)
- Hatun Sallayuq, 5,000 metres (16,404 ft)
- Hatun Tiyana, 5,000 metres (16,404 ft)
- Jatunyurac Caca, 5,000 metres (16,404 ft)
- Illaq Urqu, 5,000 metres (16,404 ft)
- Kuntur Sayana, 5,000 metres (16,404 ft)
- Jairani 5,000 metres (16,404 ft)
- Pata Anjasi, 5,000 metres (16,404 ft)
- Pirhuani, 5,000 metres (16,404 ft)
- Pucachuaña, 5,000 metres (16,404 ft)
- Pisquioc, 5,000 metres (16,404 ft)
- Collpacaja (Puno), 5,000 metres (16,404 ft)
- Collpacaca, 5,000 metres (16,404 ft)
- Colquetauca, 5,000 metres (16,404 ft)
- Quello Sallayoc, 5,000 metres (16,404 ft)
- Quello Huallayoc, 5,000 metres (16,404 ft)
- Q'umirqucha, 5,000 metres (16,404 ft)
- Riti Huasi, 5,000 metres (16,404 ft)
- Salla Huancane, 5,000 metres (16,404 ft)
- Sihuarani, 5,000 metres (16,404 ft)
- Soracucho, 5,000 metres (16,404 ft)
- Tarucani, 5,000 metres (16,404 ft)
- Tocra, 5,000 metres (16,404 ft)
- Ojecunca, 5,000 metres (16,404 ft)
- Huillolluni, 5,000 metres (16,404 ft)
- Yanacucho, 5,000 metres (16,404 ft)
- Yana Sallayoc, 5,000 metres (16,404 ft)
- Yana Urqu, 5,000 metres (16,404 ft)
- Yanaqucha (in Carabaya), 5,000 metres (16,404 ft)
- Yanacocha (Carabaya-Melgar), 5,000 metres (16,404 ft)
- Yuracjasa, 5,000 metres (16,404 ft)
- Yurac Salla, 5,000 metres (16,404 ft)
- Yurac Huayruro, 5,000 metres (16,404 ft)
- Chiaraje (Cusco-Puno), 4,900 metres (16,076 ft)
- Chiaracce (Melgar), 4,900 metres (16,076 ft)
- Puicutuni, 4,900 metres (16,076 ft)
- Queullacocha, 4,900 metres (16,076 ft)
- Jolpajaja, 4,900 metres (16,076 ft)
- Huayruruni, 4,900 metres (16,076 ft)
- Huiscana, 4,900 metres (16,076 ft)
- Chiriunuyoc, 4,800 metres (15,748 ft)
- Hatun Wayq'u, 4,800 metres (15,748 ft)
- Huch'uy Ananta, 4,800 metres (15,748 ft)
- Jaquehuata, 4,800 metres (15,748 ft)
- Condorsenja, 4,800 metres (15,748 ft)
- Pirhuane, 4,800 metres (15,748 ft)
- Pucaparina, 4,800 metres (15,748 ft)
- Jajachaca, 4,800 metres (15,748 ft)
- Queljata, 4,800 metres (15,748 ft)
- Tipajasa, 4,800 metres (15,748 ft)
- Urqu Puñuna, 4,800 metres (15,748 ft)
- Waracha, 4,800 metres (15,748 ft)
- Huayllahuito, 4,800 metres (15,748 ft)
- Vilapata, 4,800 metres (15,748 ft)
- Vilacirca 4,800 metres (15,748 ft)
- Yana Urqu, 4,800 metres (15,748 ft)
- Yana Urqu, 4,800 metres (15,748 ft)
- Yuraq Q'asa, 4,800 metres (15,748 ft)
- Quechajaja, 4,600 metres (15,092 ft)
- Jollpajaja, 4,600 metres (15,092 ft)
- Yuracjaja, 4,600 metres (15,092 ft)

## Llacs
El Sibinacocha és el més gran dels 22 llacs de la serralada, seguit del llac Singrenacocha al nord-oest d'aquest. Altres llacs notables són l'Armaccocha, Jatun Pucacocha, Pucacocha i Huarurumicocha.